# Vasile Ilea
Vasile Ilea (n. 23 decembrie 1970

, Gilău, Cluj, România) este un senator român, ales în 2016.